# Bill Deedes
William Francis Deedes, Baron Deedes (Saltwood, 1 juni 1913 — Kent, 17 augustus 2007), gemeenzaam bekend als Bill Deedes, was een Brits politicus en hoofdredacteur van The Daily Telegraph.

## Vroege carrière
Deedes bracht zijn jeugd door op Kasteel Saltwood in het gelijknamige dorpje in Kent, en bezocht Harrow School van 1926 tot 1929. Zijn vader leed aanzienlijk verlies in de Wall Street Crash in 1929, met als gevolg dat Bill niet naar de universiteit kon en de familie het geërfde kasteel moest verkopen. In 1931 begon hij zijn carrière op de redactie van The Morning Post, en toen deze krant in 1937 door The Daily Telegraph overgenomen werd, verhuisde hij daarheen. Na de Tweede Wereldoorlog ontving hij het Military Cross, voor zijn activiteit in de Rifle Brigade.
Met zijn vrouw, de in mei 2004 overleden Evelyn Brantford, had hij drie dochters en twee zonen, van wie er één jong gestorven is. Zijn zoon Jeremy Deedes zetelt in de directie van de Telegraph Group, en zijn dochter Lucy Whaley is meester in de vossenjacht en was gehuwd met de negende Baron Latymer.

## Late carrière
In 1950 werd Deedes voor de Conservative Party verkozen als parlementslid voor Ashford. Gedurende drie jaar was hij junior minister in het kabinet van Winston Churchill. In 1962 werd hij minister zonder portefeuille in het kabinet van Harold Macmillan, dat hij in 1964, in de hoedanigheid van minister van informatie, weer verliet. In de verkiezingen van oktober 1974 trad hij ook als parlementslid af.
Tussen 1974 en 1986 was hij hoofdredacteur van The Daily Telegraph, waarna Max Hastings hem opvolgde. Gedurende zijn leiderschap kwam hij herhaaldelijk met de drukkersvakbonden in conflict.
Tot peer voor het leven werd hij benoemd in 1986, waardoor hij officieel Baron Deedes of Aldington werd. Hij werd desalniettemin, in stede van met 'Lord Deedes', liever zonder meer als 'Bill' aangesproken.
Deedes bleef actief tot aan zijn dood en schreef geregeld columns in de Telegraph over verscheidene onderwerpen en de actualiteit. Zo schreef hij in 2006 bijvoorbeeld dat, door toedoen van de sharia, „de islamitische godsdienst zijn aanhangers verbiedt zich aan de Britse samenleving te conformeren“, en op 3 augustus 2007 schreef hij nog een stuk over Darfoer. In 1998 was hij tot ambassadeur voor UNICEF benoemd, in welke functie hij zich inzette voor campagnes tegen landmijnen. Verder was hij een trouw lid van de exclusieve Carlton Club.
Na een korte ziekte overleed hij thuis in Kent op zijn vierennegentigste. Hij is de enige Brit die zowel minister in een regeringskabinet was als hoofdredacteur van een belangrijk dagblad.

## Deedes in de populaire cultuur
Gedurende de regeerperiode van Margaret Thatcher publiceerde Private Eye in elk nummer de rubriek Dear Bill, een zogezegde brief van Thatchers echtgenoot Denis, gericht aan 'Bill'. Deedes kende de Thatchers goed, en ging geregeld met Denis golfen; in Private Eye werd dit dan ook geparodieerd als zijnde in het belang van de natie. De running gag 'Shome mishtake, shurely?', die tot op heden in gebruik is, verwijst naar de lispelende wijze waarop Deedes sprak.
In 1935 was Deedes oorlogscorrespondent in Abessinië, om over de exploten van Italië te berichten. Daar ontmoette hij Evelyn Waugh, die hem zodanig amusant vond toen hij er met veel te veel bagage arriveerde, dat hij hem gebruikte als het personage William Boot in zijn roman Scoop.
In zijn laatste jaren verwierf Bill Deedes een schare fans door tweemaal in Have I Got News For You te verschijnen, als de oudste gast die ooit in het programma opgedoken was. Hiermee werd hij een hoogbejaarde en geliefde cultfiguur.

## Publicaties
- 2003 At War with Waugh: The Real Story of "Scoop"
- 2004 Brief Lives
- 2005 Dear Bill: A Memoir
- 2006 Words and Deedes: Selected Journalism 1931-2006

- Bibliothèque nationale de France: cb16572565r (data)
- Gemeinsame Normdatei: 133430251
- International Standard Name Identifier: 0000 0000 5548 7558
- Library of Congress Control Number: n92032793
- Nationale Bibliotheek van Letland: 000225808
- MusicBrainz: 5b81ad0f-5136-44ff-9832-702330bce67b
- Nationale Bibliotheek van Tsjechië: xx0016827
- Nationale Bibliotheek van Israël: 987007436462005171
- Nederlandse Thesaurus van Auteursnamen: 217686346
- Système universitaire de documentation: 115823778
- Virtual International Authority File: 67655597
- WorldCat: E39PBJvd39FJg9hFxGrw6XDXh3